# Wyżnia Soliskowa Ławka
Wyżnia Soliskowa Ławka (słow. Solisková lávka, 2386 m) – przełęcz znajdująca się w Grani Soliska w słowackiej części Tatr Wysokich. Oddziela ona Wielkie Solisko od Pośredniego Soliska. Ma dwa siodła, rozdzielone wyraźną kulminacją, dobrze widoczną z obu dolin leżących u stóp przełęczy – Doliny Furkotnej i Doliny Młynickiej. Do Doliny Furkotnej opada z przełęczy żleb, rozwidlający się w górnej części. 
Na Wyżnią Soliskową Ławkę nie prowadzą żadne znakowane szlaki turystyczne. Dla taterników najdogodniej dostępna jest od strony Doliny Furkotnej (w górnej części południową gałęzią żlebu) i umożliwia łatwy dostęp do dwóch sąsiadujących wierzchołków – Wielkiego i Pośredniego Soliska.

## Historia
Pierwsze wejścia:
- Karol Englisch i Paul Spitzkopf senior, 19 lipca 1903 r. – letnie,
- Adam Karpiński i Stefan Osiecki, 12 kwietnia 1925 r. – zimowe[4].

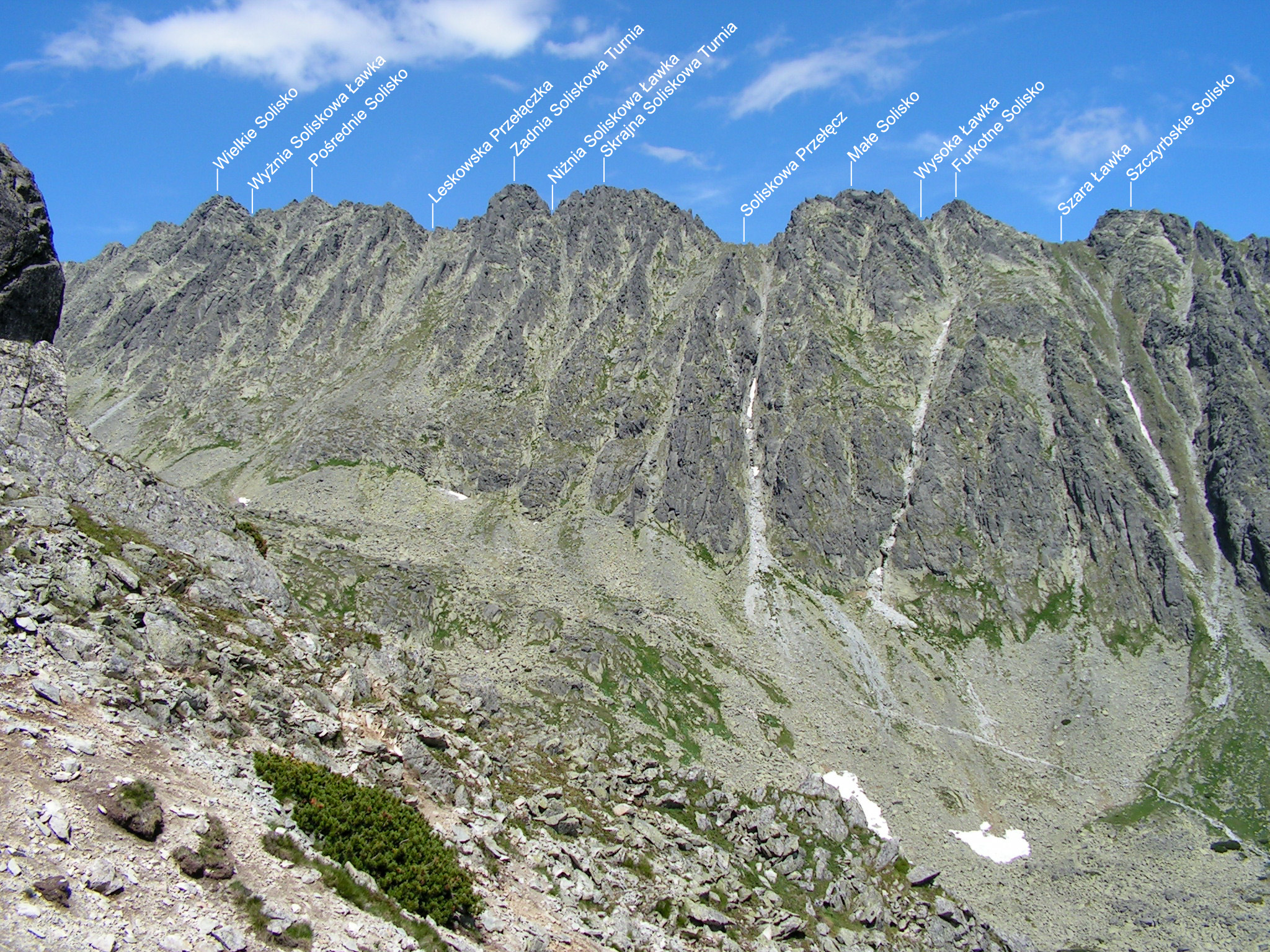
Widok z Doliny Furkotnej